# Текелийский свинцово-цинковый комбинат
Текелийский свинцово-цинковый комбинат имени 50-летия Октябрьской революции — металлургический комбинат, построенный в Текели в 1942 году. Предприятие специализировалось на добыче и обогащении свинцово-цинковых, цинковых и баритовых руд. Был одним из крупнейших полиметаллических комбинатов в СССР.

## История
Комбинат был образован 22 августа 1942 года на базе Текелийского свинцово-цинкового месторождения, открытого геологической партией под руководством М. М. Юдичева и М. Кадильбекова в 1933 году. Запуск первой очереди в эксплуатацию состоялся в 1944 году. Первым директором предприятия стал Георгий Тихонович Гришин.
Предприятие разрабатывало Текелийское, Коксуйское и Туюкское месторождения. Помимо рудников в состав комбината входили 2 обогатительные фабрики и другие цехи.
В период Великой Отечественной войны Текелийский комбинат давал стране свинец для каждой восьмой пули.
Обогащение руды производилось дроблением, измельчением и флотацией. Готовая продукция была представлена свинцовым, цинковым и баритовым концентратами. Свинцовый и цинковый концентрат отправлялись на Чимкентский свинцовый завод и Усть-Каменогорский свинцово-цинковый комбинат. Баритовая продукция поставлялась на предприятия на предприятия нефтяной и химической промышленности для использования в качестве утяжелителя.
23 декабря 1950 года состоялся запуск второй очереди комбината.
В 1967 году Текелийскому комбинату было присвоено имя 50-летия Октябрьской революции.
К 1990 году рентабельные запасы руды с содержанием до 45 % свинца иссякли. Комбинат был передан в доверительное управление частной компании, которая не обеспечила выполнение своих контрактных обязательств. В результате в 1996 году предприятие остановилось.
В 1997 году Правительство Казахстана передало Текелийский комбинат на условиях долгосрочной концессии АО «Казцинк», учредившему совместно с партнёрами ТОО «Текелийский горно-перерабатывающий комплекс». На комбинате была начата переработка железосодержащей руды из Карагандинской области, а также переработка свинцово-цинковых руд с получением цинкового и свинцового концентратов. В 2002 году в связи с истощением запасов и закрытием Текелийского рудника комбинат перешёл на переработку клинкера Усть-Каменгорского цинкового завода, не имевшего собственной технологии его утилизации, и занимался этим до 2007 года.
С 2007 по 2011 год комбинат простаивал. В июне 2011 года была восстановлена обогатительная фабрика, выпустившая до конца года около 360 тысяч тонн железно-рудного концентрата. В этот же период на базе Текелийского комбината было создано ТОО «Электромарганец» по производству электролитического металлического марганца.
В 2013 году было принято решение о строительстве на территории комбината мощностей для выплавки чугуна. К 2016 году были построены доменные печи, обогатительная фабрика, энергоцех, агломерационная машина. 12 октября 2018 года был получен первый чугун.